# Podsusze
Podsusze (prononciation : [pɔtˈsuʂɛ]) est un village de polonais, situé dans la gmina de Grębków de la Powiat de Węgrów et dans la voïvodie de Mazovie dans le centre-est de la Pologne.
Il se situe à environ 14 kilomètres au sud de Węgrów, et 66 kilomètres à l'est de Varsovie.

## Histoire
De 1975 à 1998, le village appartenait à la voïvodie de Siedlce.